# Kateřina Cachová
Kateřina Cachová (ur. 26 lutego 1990 w Ostrawie) – czeska lekkoatletka specjalizująca się w wielobojach.
W 2006 była piętnasta na mistrzostwach świata juniorów, a w kolejnym sezonie bez powodzenia rywalizowała w skoku w dal i siedmioboju na juniorskich mistrzostwach Europy oraz zdobyła złoty medal mistrzostw świata juniorów młodszych. Dwa lata po tym sukcesie, latem 2009, została wicemistrzynią Europy juniorów. W 2010 była siedemnasta podczas mistrzostw Europy w Barcelonie, a w 2011 zdobyła srebro młodzieżowego czempionatu Europy i brąz uniwersjady.
Medalistka mistrzostw Czech w różnych konkurencjach oraz reprezentantka kraju w pucharze Europy oraz drużynowych mistrzostw Europy w wielobojach.
Rekordy życiowe: siedmiobój – 6400 pkt. (10 sierpnia 2018, Berlin).

## Osiągnięcia
| Rok  | Impreza                                            | Miejsce        | Konkurencja | Lokata      | Wynik     |
| ---- | -------------------------------------------------- | -------------- | ----------- | ----------- | --------- |
| 2006 | Mistrzostwa świata juniorów                        | Pekin          | siedmiobój  | 15. miejsce | 5170 pkt. |
| 2007 | Mistrzostwa Europy juniorów                        | Hengelo        | siedmiobój  | –           | DNF       |
| 2007 | Mistrzostwa świata juniorów młodszych              | Ostrawa        | siedmiobój  | 1. miejsce  | 5641 pkt. |
| 2009 | Mistrzostwa Europy juniorów                        | Nowy Sad       | siedmiobój  | 2. miejsce  | 5660 pkt. |
| 2010 | Superliga pucharu Europy w wielobojach             | Tallinn        | siedmiobój  | 7. miejsce  | 5908 pkt. |
| 2010 | Mistrzostwa Europy                                 | Barcelona      | siedmiobój  | 17. miejsce | 5911 pkt. |
| 2011 | Młodzieżowe mistrzostwa Europy                     | Ostrawa        | siedmiobój  | 2. miejsce  | 6123 pkt. |
| 2011 | Uniwersjada                                        | Shenzhen       | siedmiobój  | 3. miejsce  | 5873 pkt. |
| 2013 | I liga pucharu Europy w wielobojach                | Nottwil        | siedmiobój  | 4. miejsce  | 5899 pkt. |
| 2016 | Halowe mistrzostwa świata                          | Portland       | pięciobój   | 8. miejsce  | 4403 pkt. |
| 2016 | Mistrzostwa Europy                                 | Amsterdam      | siedmiobój  | 6. miejsce  | 6051 pkt. |
| 2016 | Igrzyska olimpijskie                               | Rio de Janeiro | siedmiobój  | 24. miejsce | 5958 pkt. |
| 2017 | I liga drużynowych mistrzostw Europy w wielobojach | Monzón         | siedmiobój  | –           | DNF       |
| 2017 | Mistrzostwa świata                                 | Londyn         | siedmiobój  | 15. miejsce | 6070 pkt. |
| 2018 | Halowe mistrzostwa świata                          | Birmingham     | pięciobój   | 11. miejsce | 4282 pkt. |
| 2018 | Mistrzostwa Europy                                 | Berlin         | siedmiobój  | 6. miejsce  | 6400 pkt. |
| 2019 | I liga drużynowych mistrzostw Europy w wielobojach | Ribeira Brava  | siedmiobój  | 1. miejsce  | 6034 pkt. |
| 2019 | Mistrzostwa świata                                 | Doha           | siedmiobój  | 16. miejsce | 5987 pkt. |